# 石頭
| ウィキペディアには「石頭」という見出しの百科事典記事はありません（タイトルに「石頭」を含むページの一覧/「石頭」で始まるページの一覧）。 代わりにウィクショナリーのページ「石頭」が役に立つかもしれません。 |